# Староямурзино
Староямурзино (баш. Иҫке Ямурҙа) — деревня в Балтачевском районе Республики Башкортостан Российской Федерации. Входит в состав Сейтяковского сельсовета. 

## География

### Географическое положение
Расстояние до:
- районного центра (Старобалтачёво): 10 км,
- центра сельсовета (Сейтяково): 4 км,
- ближайшей ж/д станции (Куеда): 79 км.

## Население
| 2002 | 2009 | 2010 |
| ---- | ---- | ---- |
| 189  | ↘181 | ↘162 |

Согласно переписи 2002 года, преобладающие национальности — марийцы (63 %), татары (35 %).